# 朱利叶斯·贝雷斯福德
朱利叶斯·贝雷斯福德（英語：Julius Beresford，1868年7月18日—1959年9月29日），英国男子赛艇运动员。他曾代表英国参加1912年夏季奥林匹克运动会赛艇比赛，获得男子四人单桨有舵手银牌。